# Jan Mayen Radio

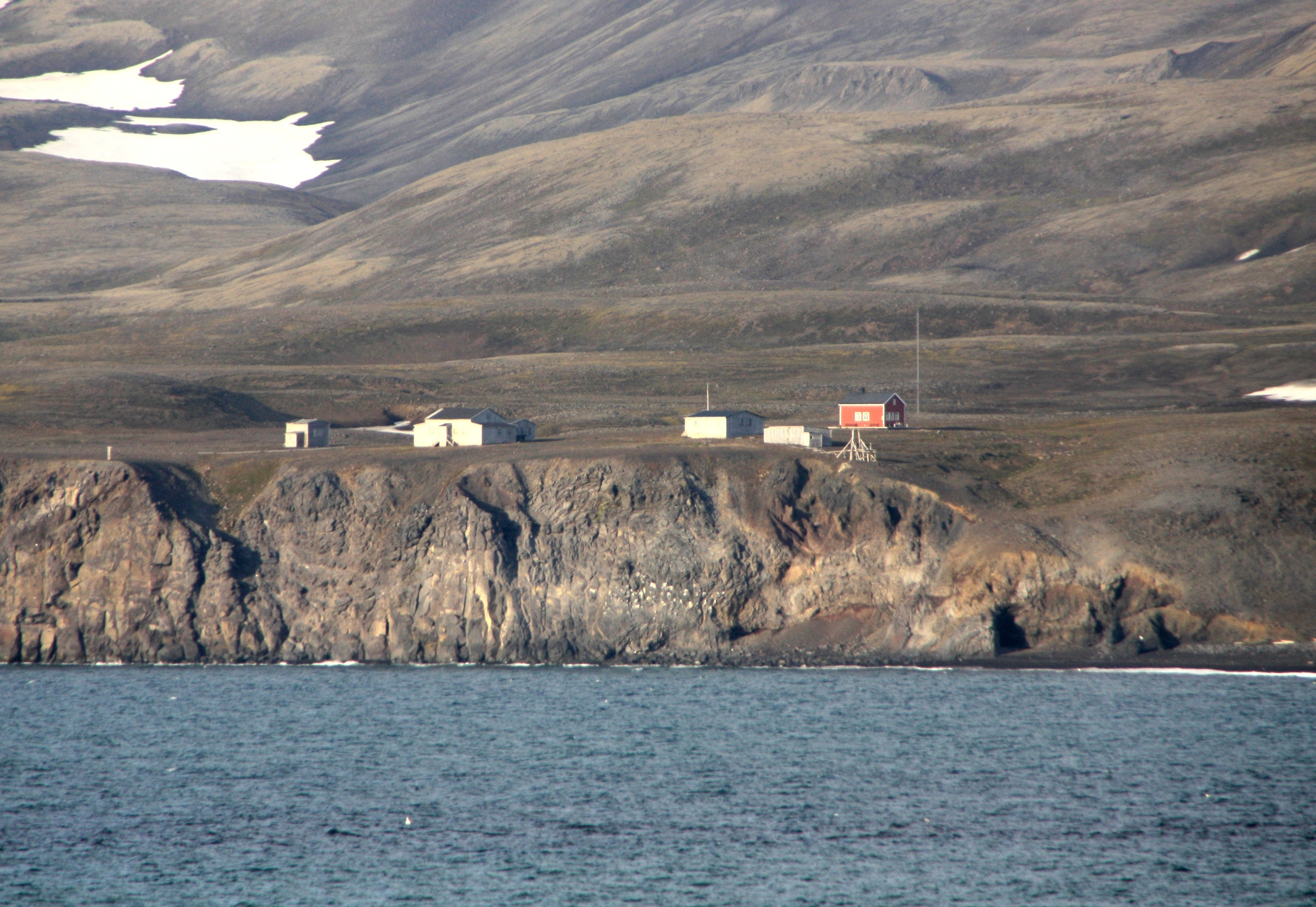
Gamle Metten, 2011

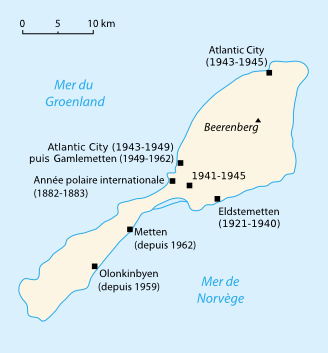
Karte mit früheren Funk- und Wetterstationen

Jan Mayen Radio war der ursprüngliche Name einer norwegischen Küstenfunkstelle und Wetterstation auf der Insel Jan Mayen.
Diese erste Station wurde im Jahre 1921 an der Jamesonbukta östlich der Halbinsel Eggøya installiert. Sie bestand aus einem Telefunken-Sender mit drei Kilowatt Sendeleistung. Im September 1940 wurde diese Station, in der Folge Eldste Metten (norwegisch umgangssprachlich für „Eldste Meteorologisk stasjon“, älteste meteorologische Station) genannt, durch die Norwegischen Streitkräfte zerstört. Im April 1941 wurde eine neue Station im Jøssingdalen südöstlich der Nordlagune errichtet, wo sie besser gegen den Beschuss durch deutsche Schiffe oder Flugzeuge geschützt war. Nach dem Krieg zog sie in die verlassenen Gebäude der 1943 errichteten amerikanischen Peilstation Atlantic City am Nordufer der Nordlagune. Da dieser Platz sich für eine meteorologische Station schlecht eignete, zog sie 1949 auf das Hochplateau über der Nordlagune. Die inzwischen denkmalgeschützten Gebäude heißen heute Gamle Metten (Alte Station).
Im Jahre 1962 wurde die Station (Metten) auf dem Helenesanden drei Kilometer nördlich vom Funknavigationssystem LORAN-C der Norwegischen Streitkräfte errichtet. Im Jahr 1984 wurde die Telegrafieinstallation entfernt und die restliche Station mit der militärischen Anlage zusammengefasst. Im Jahr 1989 wurde am Danielssen Krater ein Ultrakurzwellensender und 1994 ein Mittelwellensender installiert, der von Kystradio Nord in Bodø aus gesteuert wird.